# A Kiss for Cinderella
Pour plus de détails, voir Fiche technique et Distribution.
A Kiss for Cinderella est un film américain muet d'Herbert Brenon, adapté d'une pièce de J. M. Barrie et sorti en 1925.

## Synopsis
Cinderella, une jeune domestique, travaille pour une artiste durant la Première Guerre mondiale. En exposant par inadvertance une lumière lors d'une alerte aérienne alors que le black-out est de rigueur, elle éveille les soupçons d'un policier, qui la suit chez elle et découvre que, pendant son temps libre, elle se consacre aux soins de quatre orphelins de guerre. Le policier l'aide à s'occuper des petits.

## Fiche technique
- Réalisation : Herbert Brenon
- Scénario : Willis Goldbeck et Townsend Martin d'après une pièce de J. M. Barrie
- Direction artistique : Julian Boone Fleming
- Photographie : J. Roy Hunt
- Production : Adolph Zukor, Jesse L. Lasky
- Société de production : Famous Players-Lasky Corporation
- Société de distribution : Paramount Pictures
- Pays de production :  États-Unis
- Format : noir et blanc - 35 mm - 1,37:1 - muet
- Genre : drame
- Durée : 105 min. (1h45)
- Date de sortie : 22 décembre 1925

## Distribution
- Betty Bronson : Cinderella (Jane)
- Esther Ralston : la fée marraine
- Dorothy Cumming : la reine
- Henry Vibart : Richard Bodie
- Tom Moore : le policier
- Ivan F. Simpson : Mr. Cutaway
- Dorothy Walters : Mrs. Maloney
- Edna Hagen : Gretchen
- Mary Christian : Sally
- Marilyn McLain : Gladys
- Patty Coakley : Marie-Therese
- Flora Finch : la seconde cliente

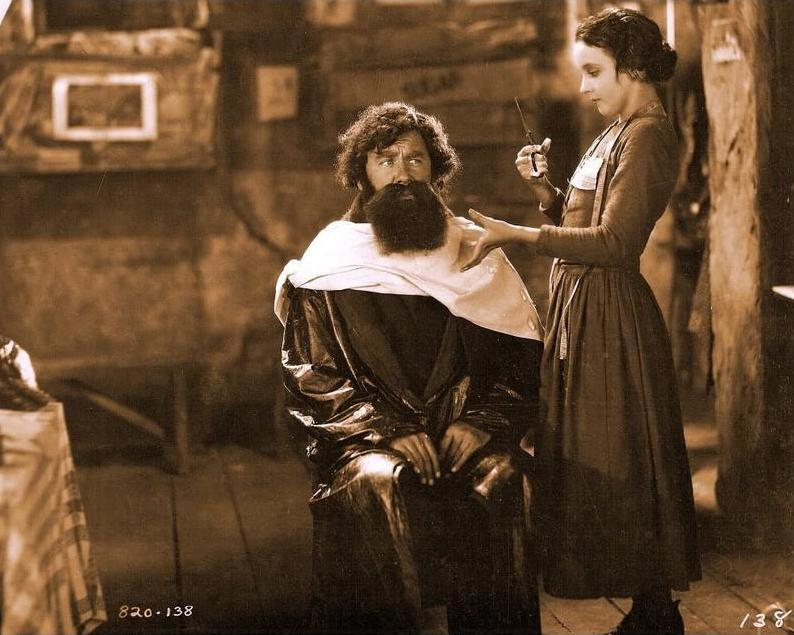
Ivan F. Simpson et Betty Bronson dans une scène du film.

- Juliet Brenon : la troisième cliente

## Sortie
D'après le Chicago Tribune, le film a été projeté en avant première lors d'une soirée privée pour 800 orphelins et des invités.

## Récompenses
- Photoplay Awards 1925 : Film du mois (février)